# Collection Peter Winkworth
La Collection Peter Winkworth est une collection composée de plus de 5 200 œuvres d'art d'artistes canadiens. Considérée comme une « importante collection d'œuvres d'art canadiennes », elle a été créée par Peter Winkworth, un Canadien ayant vécu à Montréal et qui a ensuite déménagé à Londres, où il est décédé en 2005. 
En 2002, Winkworth avait vendu 4 000 œuvres au Canada pour une somme de six millions CAD. Après des négociations qui ont failli échouer, Bibliothèque et Archives Canada a acquis la deuxième partie de cette collection, composée d'environ 1 200 œuvres d'art, pour un montant de 4,5 millions CAD.

## Galerie

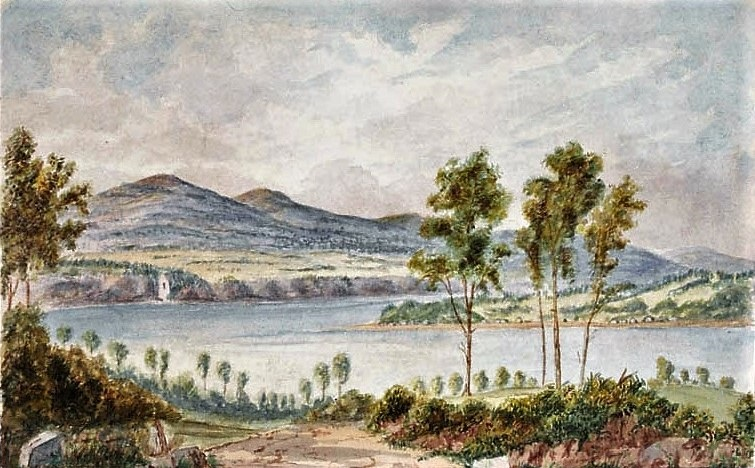
Vue depuis le nouveau fort de la pointe Lévy, avec l'Île d'Orléans et les chutes Montmorency à l'arrière-plan
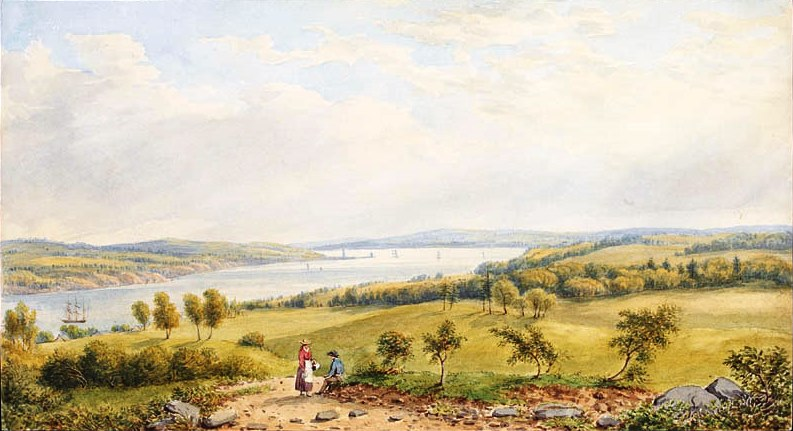
Vue du Saint-Laurent depuis près du nouveau fort à la pointe Lévy, Québec